# International Defence Exhibition and Technologies
Targi IDET (International Defence Exhibition and Technologies – Międzynarodowe Targi Obronności i Technik Ochrony) – targi przemysłu zbrojeniowego, organizowane cyklicznie w centrum wystawowym w Brnie (Czechy). Należą do największych w Europie Środkowej. Pierwsza edycja targów odbyła się w 1999. Odbywają się co dwa lata (zawsze w latach nieparzystych) w dniach 5 do 7 maja. Na targach prezentowany jest sprzęt pancerny, przeciwlotniczy, lotniczy, a od 10. edycji (w 2009) również technika ochrony i technika pożarnicza (po połączeniu targów IDET z Międzynarodowymi Targami Techniki Pożarniczej i Sektora Bezpieczeństwa PYROS/ISET). Targi spotykają się z dużym zainteresowaniem ze strony wojskowych specjalistów, wystawców polskich i zagranicznych, instytucji związanych z obronnością kraju.
Statystyki:
- 2007 – 278 firm z 24 krajów[2]
- 2011 – 369 firm z 26 krajów[1]